# Etnedal
Etnedal – norweskie miasto i gmina leżąca w regionie Innlandet.

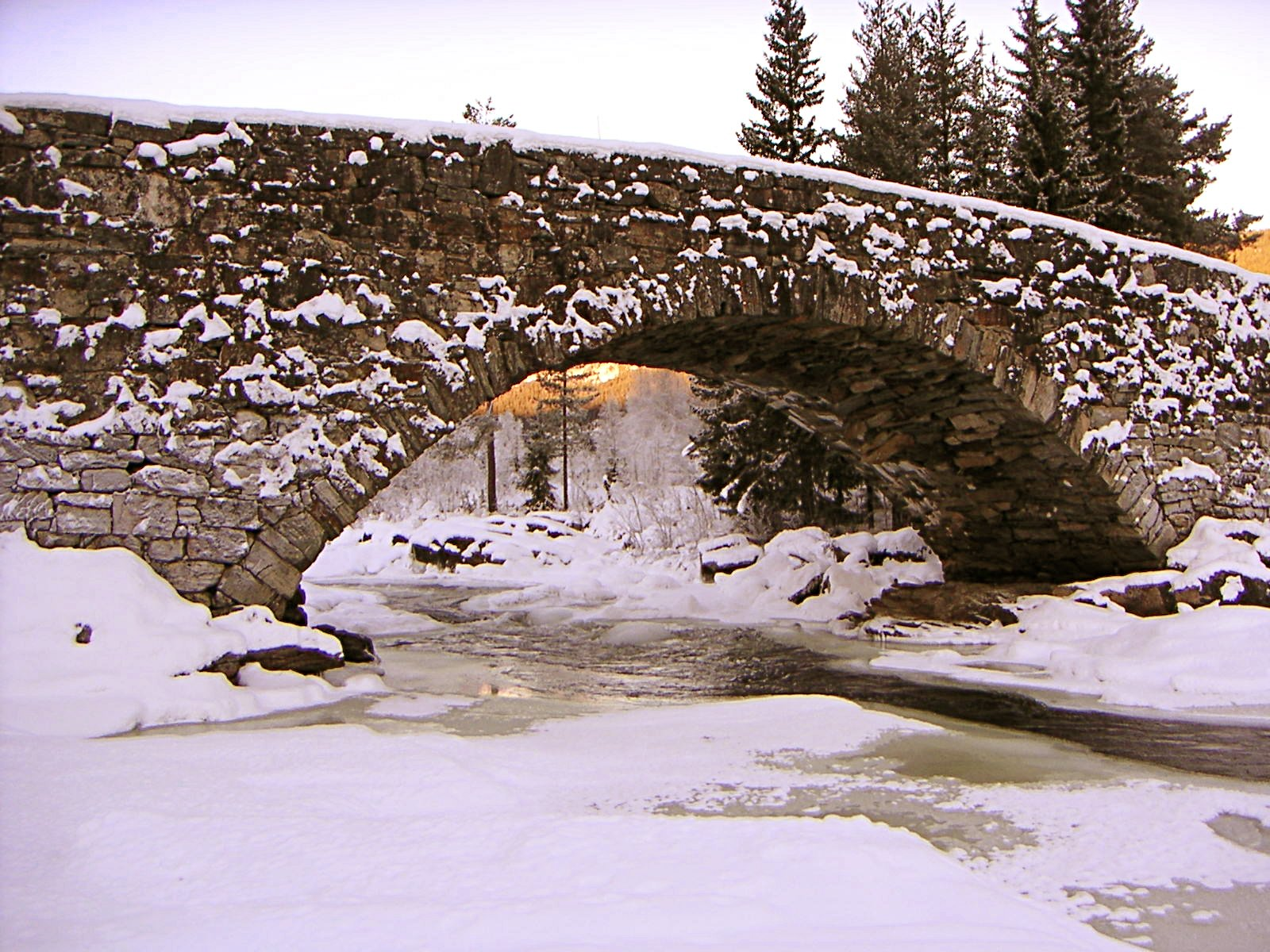
Lunde Brucke

Etnedal jest 219. norweską gminą pod względem powierzchni.

## Demografia
Według danych z roku 2005 gminę zamieszkuje 1397 osób. Gęstość zaludnienia wynosi 3,05 os./km². Pod względem zaludnienia Etnedal zajmuje 379. miejsce wśród norweskich gmin.
| ludność stan na 1 stycznia 2005 |         |           |       |
|                                 | kobiety | mężczyźni | razem |
| osób                            | 711     | 686       | 1397  |
| %                               | 50,89%  | 49,11%    | 100%  |

| wykształcenie stan na 1 października 2004 |            |         |        |          |
|                                           | podstawowe | średnie | wyższe | nieznane |
| osób                                      | 388        | 591     | 166    | 19       |
| %                                         | 33,33%     | 50,77%  | 14,26% | 1,63%    |

## Edukacja
Według danych z 1 października 2004:
- liczba szkół podstawowych (norw. grunnskolar): 1
- liczba uczniów szkół podst.: 165

## Władze gminy
Według danych na rok 2011 administratorem gminy (norw. rådmann) jest Kai Egil Bachér, natomiast burmistrzem (norw. ordfører, d. borgermester) jest Jan Arild Berg.